# Динар Републике Српске
Динар је био званична новчана јединица у Републици Српској од 1990. године до 1997. године.

## Историја Динара Републике Српске

### Апоени
Динар је био званична новчана јединица Републике Српске, а издавала га је Народна банка Републике Српске. Динар Републике Српске је средином 1992. насљедио динар СФРЈ, који је до тада био званична новчана јединица. Прва серија новчаница је уведена 1992. године и била је везана за југословенски реформисани динар СРЈ, према ком је имала курс од 1:1. Друга серија новчаница је уведена 1. октобра 1993. године, замјењујући претходну у односу 1:1.000.000, што је одговарало и деноминацији Новог динара Савезне Републике Југославије. Након тога, Република Српска је користила југословенску валуту (прво такозвани „Аврамовићев динар“ 1. јануара 1994, а затим „нови динар СР Југославије“ 24. јануара 1994) све до 1998. године, када је у употребу ушла конвертибилна марка.
Обе серије папирних новчаница Републике Српске су пуштене у оптицај само као папирне новчанице. Прва серија динара је издата у апоенима од 10 динара до 10 милијарди динара, а друга серија динара је издата у апоенима од 5.000 динара до 50 милијарди динара. У сваком од та два издања дизајн различитих апоена се разликовао сасвим мало, углавном у нијансама боја, с тим што су се дизајни та два издања битно разликовали. Динар из 1992. године на обе стране новчанице истиче грб Републике Српске, док динар из 1993. године на лицу представља портрет Петра Кочића.

### Однос валуте према осталим динарима
Осим према југословенском динару, динар Републике Српске је имао једнак однос и према динару Републике Српске Крајине. Међутим, динар Републике Српске Крајине, иако скоро истовјетног дизајна и потпуно једнаког курсног односа, није кориштен у слободном оптицају паралелно са динаром Републике Српске, какав положај је имао тадашњи југословенски динар.

## Новчанице

### Серија 1992.
Прву серију папирних новчаница Републике Српске је издала Народна банка Републике Српске, односно Народна банка Српске Републике Босне и Херцеговине, што је неколико мјесеци током 1992. године (до промјене назива 12. августа 1992) био првобитни и краткотрајни назив Народне банке Републике Српске. Прва серија се састоји од 16 динарских апоена који су штампани током 1992. и 1993. године. Новчанице су штампане у вриједности од 10 до 10.000.000.000 динара. Мотив на новчаницама је Грб Републике Српске. Првих осам новчаница у вриједности од 10 до 50.000 динара садрже потпис (М. Врачар) првог гувернера Народне банке Републике Српске и штампане су 1992, а осталих једанаест у вриједности од 100.000 до 10.000.000.000 динара садрже потпис (М. Пејић) другог гувернера Народне банке Републике Српске и штампане су 1993. године. Првобитни изглед новчаница који је направљен прије 12. августа 1992. садржи натпис „Народна банка Српске Републике Босне и Херцеговине“ и кориштен је на првих 14 новчаница у вриједности од 10 до 10.000.000, док посљедње четири новчанице од 50.000.000 до 10.000.000.000 динара садрже натпис „Народна банка Републике Српске“. Лице (аверс) је исписано ћириличним писмом, а полеђина, односно наличје (реверс) латиничним писмом. Све новчанице ове серије садрже 7 цифара у серијском броју (нпр. 0100001). Новчанице у вриједности од 10 до 10.000.000 динара испред седам цифара садрже и серијску ознаку „АА“ (нпр. АА 0100001), са изузетком новчанице од 1.000 дин, која је поред ознаке „АА“ штампана и са ознаком „АВ“. Новчанице у вриједности од 50.000.000, 100.000.000, 1.000.000.000 и 10.000.000.000 дин. испред стандардних седам цифара имају и серијску ознаку „А“ (нпр. А 0100001).

#### Величина
Новчанице ове серије су штампане у пет величина (клишеа).
- 10, 50, 100 дин: 129 mm х 56 mm
- 500, 1.000, 5.000, 10.000 дин: 139 mm х 66 mm
- 50.000 дин: 139 mm х 59 mm
- 100.000 140 mm х 60 mm
- десет новчаница од 1.000.000 до 10.000.000.000 дин: 129 mm х 56 mm

#### Водени жиг
Све новчанице ове серије садрже заштитну нит и водени жиг. Водени жиг се разликује:
- 10, 50, 100 дин: лик дјевојчице (мотив са југословенске новчанице од 10 динара из 1990)
- 500, 1.000, 5.000, 10.000, 50.000 дин: лик дјечака (мотив са југословенске новчанице од 50 динара из 1990)
- 100.000 дин: дјевојка са марамом (мотив са југословенске новчанице од 100 динара из 1990)
- 1,000.000, 5.000.000, 10,000.000 дин: лик дјевојчице (мотив са југословенске новчанице од 10 динара из 1990)
- 50.000.000, 100.000.000, 1,000.000.000, 10.000.000.000 дин: орнамент

#### Вриједност

##### Серија 1992, штампа 1992.
Номинације од 10, 50, 100, 500, 1.000, 5.000, 10.000 дин.
- 10 (десет динара П-133а),
- 50 (педесет динара П-134а),
- 100 (сто динара П-135а),
- 500 (петсто динара П-136а),
- 1 000 (хиљаду динара П-137а),
- 5 000 (пет хиљада динара П-138а),
- 10 000 (десет хиљада динара П-139а).

##### Серија 1992, штампа 1993.
Номинације од педесет хиљада до десет милијарди дин.
- 50 000 (педесет хиљада динара П-140а),
- 100 000 (сто хиљада динара П-141а),
- 1 000 000 (један милион динара П-142а),
- 5 000 000 (пет милиона динара П-143а),
- 10 000 000 (десет милиона динара П-144а),
- 10 000 000 (10 милиона динара П-144б),
- 50 000 000 (педесет милиона динара П-145а),
- 100 000 000 (сто милиона динара П-146а),,
- 1 000 000 000 (једна милијарди динара П-147а),
- 10 000 000 000 (десет милијарди динара П-148а).

| Номин. врије.   | Лице | Наличје | Величина       | Боја                       | Датум изд. | Кат. број |
| --------------- | ---- | ------- | -------------- | -------------------------- | ---------- | --------- |
| 10 Дин          |      |         | 129 мм × 56 мм | браон                      | 1992.      | # 1       |
| 50 Дин          |      |         | 129 мм × 56 мм | маслинаста                 | 1992.      | # 2       |
| 100 Дин         |      |         | 129 мм × 56 мм | плава                      | 1992.      | # 3       |
| 500 Дин         |      |         | 139 мм × 66 мм | плаво-ружичаста            | 1992.      | # 4       |
| 1000 Дин        |      |         | 139 мм × 66 мм | маслинаста                 | 1992.      | # 5       |
| 5000 Дин        |      |         | 139 мм × 66 мм | љубичаста                  | 1992.      | # 6       |
| 10000 Дин       |      |         | 139 мм × 66 мм | зелена                     | 1992.      | # 7       |
| 50000 Дин       |      |         | 139 мм × 59 мм | браон                      | 1992.      | # 8       |
| 100000 Дин      |      |         | 140 мм × 60 мм | браон                      | 1993.      | # 9       |
| 1000000 Дин     |      |         | 129 мм × 56 мм | маслинаста и плава         | 1993.      | # 10      |
| 5000000 Дин     |      |         | 129 мм × 56 мм | браон на љубичастој основи | 1993.      | # 11      |
| 10000000 Дин    |      |         | 129 мм × 56 мм | плава                      | 1993.      | # 12      |
| 50000000 Дин    |      |         | 129 мм × 56 мм | свијетло љубичаста         | 1993.      | # 13      |
| 100000000 Дин   |      |         | 129 мм × 56 мм | плава                      | 1993.      | # 14      |
| 1000000000 Дин  |      |         | 129 мм × 56 мм | наранџаста                 | 1993.      | # 15      |
| 10000000000 Дин |      |         | 129 мм × 56 мм | браон и ружичаста          | 1993.      | # 16      |

#### Прештампана серија 1992.
Новчанице од 10 динара из 1992. су 1992. прештампане у бањалучкој штампарији Глас Српске, када је Савјет народне банке одлучио да преко постојеће новчанице од 10 динара, које су имали много у Трезору, доштампа "МИЛИОНА", како би се уштедило на штампању нових новчаница. Када се ушло у процес прештампавања, увиђено је да тај процес траје преспоро. Одштампано је око 20.000 комада. Како је штампање ишло споро, од даљег процеса се одустало, те је урађена новчаница од 10 милиона у ЗИН-у. Серијски бројеви свих прештампаних новчаница почиње са 860 или 870.
Данас се ове новчанице често налазе у фалсификованом облику. Преваранти су направили фалсификате с намјером преваре колекционара. На тај начин су урађени и апоени од 50 "МИЛИОНA" и 100 "МИЛИОНА". Ове новчанице нису никада постојале.
Ова тема је добро обрађена у "Каталог папирног новаца БиХ 1992-2012" А.Јанковић — А. Зидар

### Серија 1993.

#### Серија са ликом Петра Кочића
Друга серија динара Републике Српске је штампана након деноминације валуте 1. октобра 1993. године. Новчанице је издала Народна банка Републике Српске 1993. године. Мотив на лицу је лик Петра Кочића, а на полеђини грб Републике Српске. Све новчанице у овој серији су исте величине, 130 mm са 58 mm. Водени жиг са мотивом орнамента је исти на свим новчаницама. Новчанице ове серије не садрже заштитну нит. Све новчанице ове серије садрже серијску ознаку „А“ и 7 цифара у серијском броју (нпр. А 0100001), и све садрже потпис (М. Пејић) другог гувернера Народне банке Републике Српске. Лице (аверс) је исписан ћириличним писмом, а полеђина, односно наличје (реверс) латиничним писмом. На лицу се дужином лијеве ивице налази вертикалан натпис „ПЕТАР КОЧИЋ 1877—1916“, који је исписан великим ћириличним словима одоздо према горе.
- 5 000 (пет хиљада динара П-149а),
- 50 000 (педесет хиљада динара П-150а),
- 100 000 (сто хиљада динара П-151а),
- 1 000 000 (један милион динара П-152а),
- 5 000 000 (пет милиона динара П-153а),
- 10 000 000 (десет милиона динара),
- 100 000 000 (сто милиона динара П-154а),
- 500 000 000 (пет стотина милиона динара П-155а),
- 10 000 000 000 (десет милијарди динара П-156),
- 50 000 000 000 (педесет милијарди динара П-157).

| Номин. врије.   | Лице | Наличје | Величина       | Боја                       | Датум изд. | Кат. број |
| --------------- | ---- | ------- | -------------- | -------------------------- | ---------- | --------- |
| 5000 Дин        |      |         | 130 мм × 58 мм | плава и љубичаста          | 1993.      | # 17      |
| 50000 Дин       |      |         | 130 мм × 58 мм | црвена и жута              | 1993.      | # 18      |
| 100000 Дин      |      |         | 130 мм × 58 мм | ружичаста                  | 1993.      | # 19      |
| 1000000 Дин     |      |         | 130 мм × 58 мм | плава и црна               | 1993.      | # 20      |
| 5000000 Дин     |      |         | 130 мм × 58 мм | наранџаста                 | 1993.      | # 21      |
| 100000000 Дин   |      |         | 130 мм × 58 мм | браон и тиркизна           | 1993.      | # 22      |
| 500000000 Дин   |      |         | 130 мм × 58 мм | тамно љубичаста и тиркизна | 1993.      | # 23      |
| 10000000000 Дин |      |         | 130 мм × 58 мм | боја                       | 1993.      | # 24      |
| 50000000000 Дин |      |         | 130 мм × 58 мм | боја                       | 1993.      | # 25      |